# بوكيت أنتارابانغسا
بوكيت أنتارابانغسا هي بلدة تقع على سفح التل في أولو كلاغ، منطقة أمفغ، سلاغور، ماليزيا. تشتهر المنطقة بأنها ضاحية سكنية ثرية يسكنها أحيانًا مشاهير وشخصيات سياسية على حد سواء.

## السكان البارزين

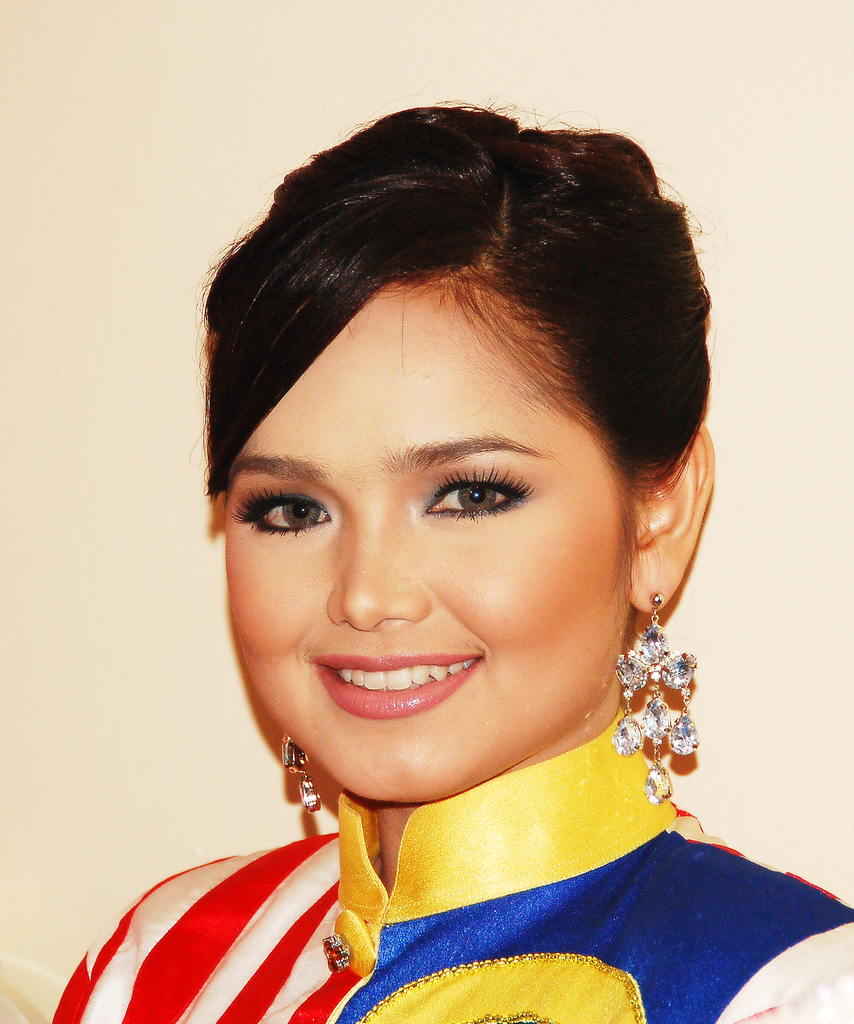
سيتي نورهاليزا

- سيتي نورهاليزا

## الأحداث البارزة
- 15 مايو 1999 – وقع انهيار أرضي بالقرب من برج أثينيوم السكني في بوكيت أنتارابانجسا، مما أدى إلى محاصرة العديد من الأشخاص في منازلهم.
- 6 ديسمبر 2008 – أدى انهيار أرضي إلى دفن 14 منزلاً من طابق واحد في تامان بوكيت ميواه.[1]